# Distrikt Chichas
Der Distrikt Chichas liegt in der Provinz Condesuyos in der Region Arequipa in Südwest-Peru. Der Distrikt wurde am 2. Januar 1857 gegründet. Er besitzt eine Fläche von 391 km². Beim Zensus 2017 wurden 726 Einwohner gezählt. Im Jahr 1993 lag die Einwohnerzahl bei 1148, im Jahr 2007 bei 832. Die Distriktverwaltung befindet sich in der 2120 m hoch gelegenen Ortschaft Chichas mit 357 Einwohnern (Stand 2017). Chichas liegt 43 km nordwestlich der Provinzhauptstadt Chuquibamba.

## Geographische Lage
Der Distrikt Chichas erstreckt sich über das untere Einzugsgebiet des Río Chichas, linker Nebenfluss des Río Ocoña. Im Nordosten des Distrikts erhebt sich der 6093 m hohe Vulkan Solimana.
Der Distrikt Chichas grenzt im Süden an den Distrikt Yanaquihua, im Westen und Norden an den Distrikt Toro (Provinz La Unión) sowie im Osten an den Distrikt Salamanca.